# Paul van Ostaijen

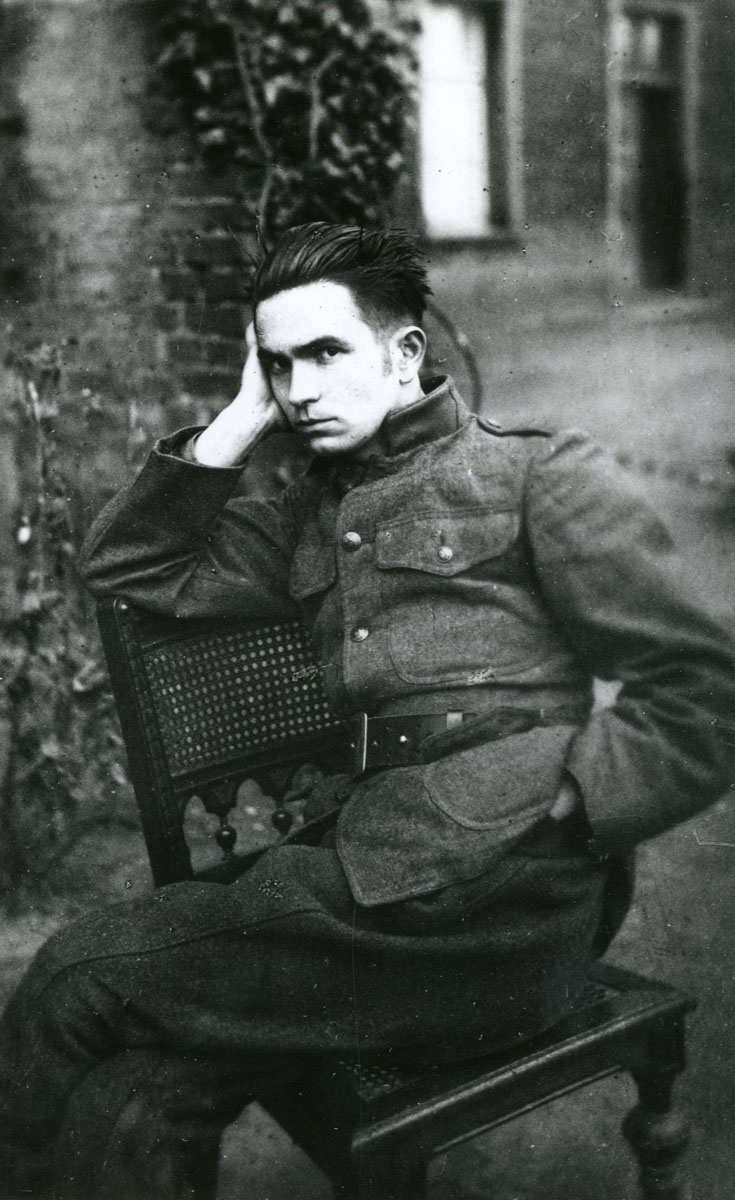
Paul van Ostaijen

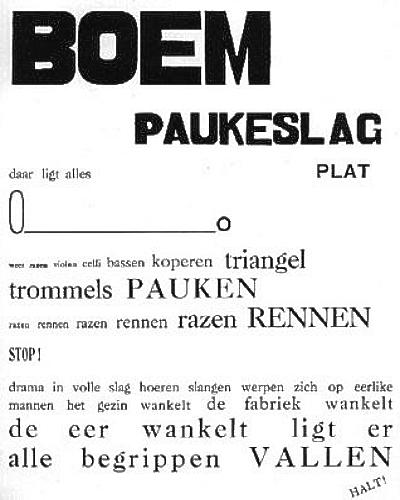
Boem paukeslag, um dos poemas mais famosos de Van Ostaijen

Paul van Ostaijen (Antuérpia, 22 de fevereiro de 1896 – Miavoye-Anthée, 18 de março de 1928) foi um escritor e poeta vanguardista belga de língua neerlandesa, considerado um dos melhores poetas belgas do século XX.
Tinha o apelido de "Senhor 1830" pelo hábito de caminhar ao longo das avenidas principais da Antuérpia vestido como um dandy daqueles anos. Sua poesia, por influência do modernismo (Expressionismo, Dadaísmo e primeiro Surrealismo), apresentava um estilo muito pessoal.
Van Ostaijen foi um ativo defensor da "independência flamenga" e devido ao seu envolvimento durante a I Guerra Mundial nesse movimento, foi forçado a fugir para Berlim no final da guerra. Nesta cidade, um dos centros do Dadaísmo e do Expressionismo, pode conhecer muitos outros artistas. Aí teve também uma grave crise psíquica.
De volta à Bélgica, abriu em Bruxelas uma galeria de arte. Hospitalizado  em uma casa de repouso nas Ardenas belgas, ele morreu em 1928, de tuberculose.
Tendo produzido por apenas pouco mais de 10 anos, os procedimentos poéticos introduzidos por ele influenciam a poesia de língua holandesa até hoje, no início do século XXI.

## Poesia
- Music hall (1916)
- Het sienjaal (1918)
- Bezette stad (1921)
- Feesten van Angst en Pijn (escrito   em 1921, publicado postumamente)
- Nagelaten gedichten (publicado postumamente em 1928)

## Outras publicações
- De trust der vaderlandsliefde (1925)
- Gebruiksaanwijzing der lyriek (1926)
- Het bordeel van Ika Loch (1926)
- De bende van de stronk (publicação póstuma, 1932)

## Fonte da tradução
- Este artigo foi inicialmente traduzido, total ou parcialmente, do artigo da Wikipédia em italiano cujo título é «Paul van Ostaijen».